# William Vickrey
William Spencer Vickrey (21. června 1914 Victoria – 11. října 1996 Harrison) byl kanadský profesor ekonomie, který v roce 1996 spolu s Jamesem Mirrleesem získal Cenu Švédské národní banky za rozvoj ekonomické vědy na památku Alfreda Nobela za „zásadní příspěvek k ekonomické teorii stimulů v podmínkách asymetrických informací“. O získání Nobelovy ceny se dověděl pouze tři dny před svou smrtí a posmrtně ji za něj převzal kolega z Kolumbijské univerzity.
Od roku 1951 byl ženatý s Cecile Montez Thompsonovou. Byl metodistou.

## Život
William Vickrey se narodil v roce 1914 ve Victorii. V roce 1935 získal titul bakaláře na universitě v Yale. V roce 1937 se stal magistrem na Kolumbijské univerzitě v New Yorku a posléze v roce 1947 získal také titul Ph.D. Při práci na universitě pracoval Vickrey v letech 1937–1947 ještě jako daňový poradce. Při této činnosti získal řadu vědomostí. Až do své smrti v roce 1996 působil jako emeritní profesor na Columbia University.
Během svého profesionálního života se Vickrey věnoval výzkumu a vyučování. Zasloužil se také o několik zásadních prvků, které byly veřejně prospěšné. Navrhl například systém optimálního jízdného v metru v New Yorku (1951) a pracoval na územním plánování a dopravním systému v Indii, Argentině a Venezuele (1962 – 1993). Mezi známější aktivity Williama Vickreyeho patří též studie dopravního systému ve Washingtonu D. C. v padesátých letech. William Vickrey je také autorem teorie, jež umožní stanovit optimální výši zdanění tak, aby neztratilo pro podniky či poplatníky stimulační účinek. Ve 40. letech upozornil Vickrey na skutečnost, že míra zdanění ovlivňuje nejen příjem jednotlivce, ale i jeho zájem pracovat, čili nabídku práce a problém optimálního daňového systému zásadním způsobem přeformuloval a rozšířil.
William Vickrey se intenzivně zabýval problémem asymetrické informace, který spočívá v tom, že dává jedné ze stran vždy možnost, aby tuto asymetrii využila ke svému vlastnímu zájmu, na úkor ostatních účastníků rozhodovacího procesu či kontraktu. Prvním řešením problému asymetrické informace při provádění aukcí se profesor Vickrey proslavil na počátku 60. let. Ve svých výzkumech analyzoval podrobně různé vlastnosti (chování účastníků, dosažené ceny apod.) jednotlivých typů aukcí a jeho cílem bylo strukturovat aukce takovým způsobem, aby produkovaly ekonomicky efektivní výsledky. Na základě své analýzy dospěl k závěru, že v té době praktikovaná tradiční metoda aukce, kde účastníci předkládají své nabídky v zalepených obálkách, může vést k neefektivním výsledkům. Rozhodování účastníků této aukce může být totiž deformováno snahou brát do úvahy i nabídky ostatních účastníků.
Pro řešení podobných deformací při aukcích navrhl Vickrey tzv. metodu druhé nejlepší nabídky, pro kterou se později ujal rovněž název vickreyova aukce. Tato metoda se od počátku 60. let poměrně rozšířila a využívá se např. při prodeji vládních cenných papírů v USA, při vypisování tendrů o účast ve veřejných projektech, vydražování vysílacího spektra apod.
Vickrey proslul též jako lítý kritik měnové unie v rámci Evropské unie. Považoval ji za dobrý nápad jen pro období plné zaměstnanosti a vyzýval politiky, aby v zájmu obyvatel začali lépe chápat makroekonomické vztahy.

## Dílo
- Agenda for Progressive Taxation, 1947
- Metastatistics and Macroeconomics, 1964
- Microstatistics, 1964
- Public Economics, 1994